# گمینا میلیچ
گمینا میلیچ (به لهستانی:  Gmina Milicz) یک گمینا در لهستان است که در شهرستان میلیچ واقع شده‌است. گمینا میلیچ ۴۳۵٫۶۱ کیلومتر مربع مساحت و ۲۴٬۲۵۴ نفر جمعیت دارد.